# Kenton, Ohio
Kenton är administrativ huvudort i Hardin County i delstaten Ohio. Orten har fått sitt namn efter Simon Kenton. Kenton hade 7 947 invånare enligt 2020 års folkräkning.